# Scholten-Mühle
Die Scholten-Mühle in Rees ist eine der letzten erhaltenen Windmühlen mit „Bilauschen Ventikanten“ (nach Kurt Bilau).

## Geschichte

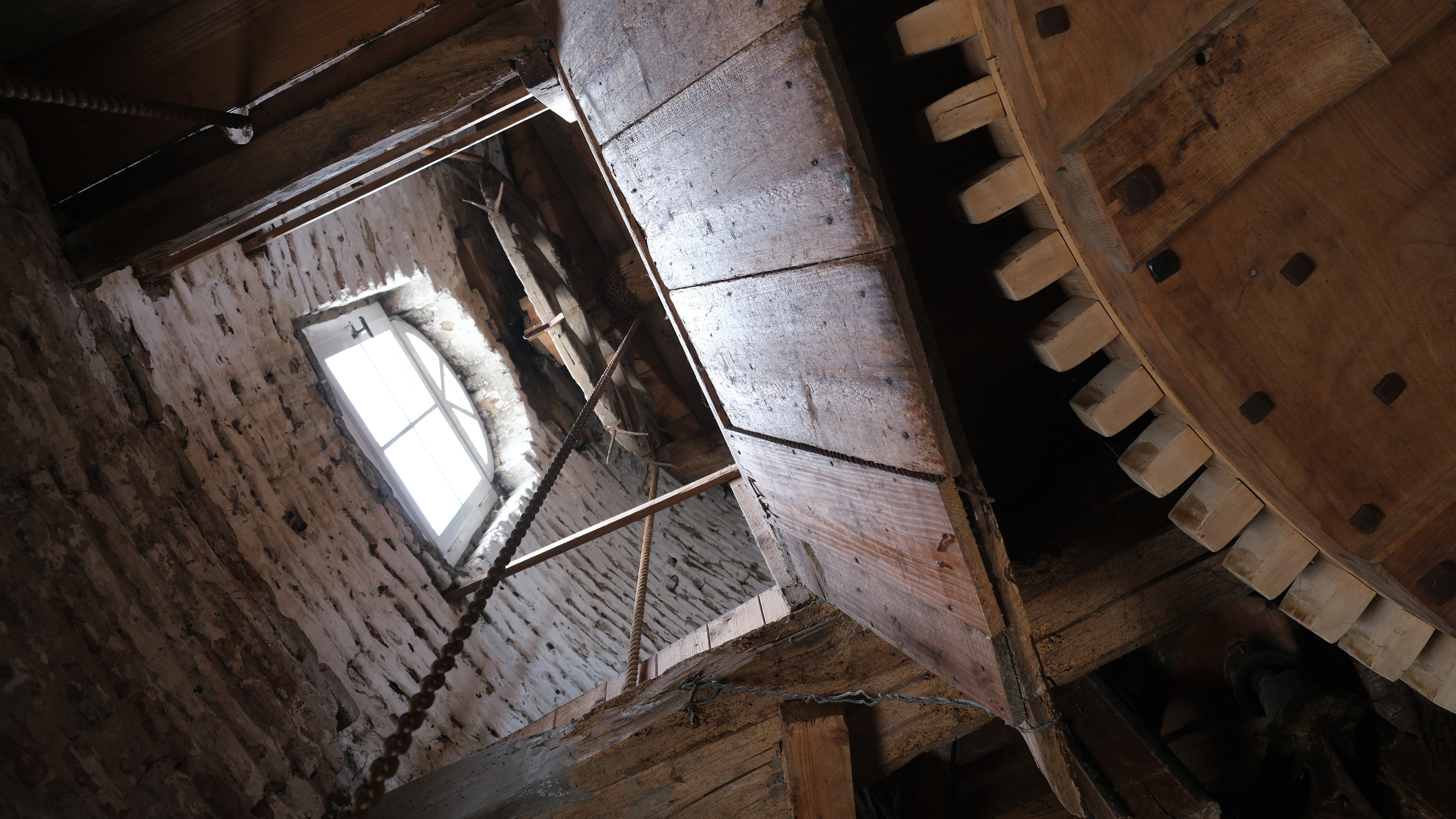
In der Mühle

In den Jahren 1848 und 1849 als Wallholländermühle in Ziegelbauweise mit einer Einfahrt für Fuhrwerke gebaut. Seit 1870 ist sie durchgehend in Familienbesitz. Da über mehrere Generationen ausschließlich Mädchen geboren wurden, änderte sich durch Eheschließungen der Name der Mühle von Hermanns- zu Rosenbaum- und schließlich Scholten-Mühle. 1885 wurde in einem Anbau am Mühlenturm eine 12 PS-Dampfmaschine als Hilfskraft bei Windstille eingebaut. Der Dampfkessel und der 12 m hohe Schornstein befanden sich in einem Gebäude östlich der Mühle. Um 1914 wurde die Dampfmaschine durch einen Gasmotor ersetzt, der noch bis Anfang der 1950er Jahre in Betrieb war. Im September 1937 wurden die Segelgatterflügel durch elf Meter lange Ventikanten-Drehheck-Flügel ersetzt. Sie wurden 1941 auf 9,50 Meter gekürzt. Zudem erhielt die Scholten-Mühle eine Selbstvordrehungsanlage mit Windrose. So musste die Haube mit dem Flügelkreuz nicht länger mit dem Steert in den Wind gedreht werden.
Obwohl die Mühle im Zweiten Weltkrieg viele kleine Einschüsse erlitt, konnte sie nach Kriegsende als eine der wenigen Mühlen am Niederrhein ihre Arbeit fortsetzen. Nach dem Tod von Johannes Scholten im Jahr 1963 wurde die Mühle stillgelegt. Nachdem 1994 bei einem Sturm zwei Mühlenflügel herabgestürzt waren, drohte die Mühle weiter zu verfallen. Deshalb wurde die unter Denkmalschutz stehende Mühle von 1995 bis 2001 umfassend renoviert. Sie erhielt unter anderem vier neue Ventikanten-Drehheck-Flügel, eine neue Windrose und eine erneuerte Inneneinrichtung. Zum achten Deutschen Mühlentag am Pfingstmontag, 4. Juni 2001, setzte sich das Flügelkreuz nach fast 40 Jahren erstmals wieder in Bewegung.

## Besichtigung
Die Scholten-Mühle kann im Rahmen öffentlicher Führungen und privater Touren besichtigt werden. Sie beteiligt sich jedes Jahr am Deutschen Mühlentag. 